# Câmpeni
Câmpeni (in ungherese Topánfalva, in tedesco Topesdorf), è una città della Romania di 7 789 abitanti, ubicata nel distretto di Alba, nella regione storica della Transilvania.
Oltre al centro principale, il territorio amministrativo comprende 21 villaggi: Boncești, Borlești, Botești, Certege, Coasta Vâscului, Dănduț, Dealu Bistrii, Dealu Capsei, Dric, Fața Abrudului, Florești, Furduiești, Mihoești, Motorăști, Peste Valea Bistrii, Poduri, Sorlița, Tomușești, Valea Bistrii, Valea Caselor, Vârși.
Il primo documento in cui viene citata la località è un atto del 1587 in cui il principe Sigismondo Báthory concede a un abitante di Câmpeni, Nicolae Filimon, il permesso di costruire un mulino sul fiume Abrud.